# Украјинска православна црква Кијевског патријархата
Украјинска православна црква Кијевског патријархата (укр. Українська православна церква Київського патріархату) или Кијевски патријархат (укр. Київський патріархат), вјерска је организација неканонског православља у Украјини, која је настала 1992. године, путем неканонског одвајања од Украјинске православне цркве. Крајем 2018. године, ујединила се са Украјинском аутокефалном православном црквом у јединствену Православну цркву Украјине. Међутим, већ током пролећа 2019. године, дошло је до поновног раскола, након чега је ова организација поново успостављена, на челу са својим дотадашњим поглаваром Филаретом Денисенком.

## Историја
Неканонска Украјинска православна црква је основана годину након распада Совјетског Савеза, јуна 1992. Никада није добила канонско признање ниједне помјесне цркве, а њен једини поглавар Михаил Денисенко („патријарх кијевски Филарет“) лишен је епископског чина исте године, а изопштен и анатемисан 1997. из Руске православне цркве. Претходно, он је од 1966. до 1990. био егзарх Украјине, а затим од 1990. до 1992. имао је титулу митрополита кијевског и све Украјине.
Средином 1990. започета је подјела украјинског православља на канонско (Украјинска православна црква) и неканонско (Украјинска аутокефална православна црква). Након распада Совјетског Савеза ново украјинско политичко руководство је покушало прекинути односе са Москвом у свим сферама, па и у црквеној. Након независности Украјине, први њен предсједник Леонид Кравчук залагао се да самоуправна Украјинска православна црква добије пуну црквену независност. И митрополит кијевски Филарет (Денисенко), дотадашњи противник аутокефалности, подржао је иницијативу о одвајању од Московске патријаршије и постао њен снажан заговорник. Од 1. до 3. новембра 1991. одржано је засједање Сабора Украјинске православне цркве у Кијевско-печерској лаври. Учесници Сабора су упутили молбу патријарху московском Алексију Другом и епископату Руске православне цркве како би Московски патријархат дао канонску аутокефалију Украјинској православној цркви, као и молбу о успостави „Кијевског патријархата“.
На засједању Архијерејског сабора Руске православне цркве одржаном од 31. марта до 5. априла 1991. одлучено је да питање аутокефалије треба рјешавати на Помјесном сабору. Митрополит кијевски Филарет се заклео да ће украјинском епископату понудити оставку на дужност предстојатеља Украјинске православне цркве након што је суочен са оптужбама да није успио да превазиђе раскол. Међутим, након повратка у Кијев одбио је да поступи по датој заклетви у чему је имао подршку државног руководства. Затим се украјински епископат окренуо против митрополита Филарета, а убрзо је затражена и његова оставка због кривоклетства. Свети синод Руске православне цркве је наредио митрополиту Филарету да до 15. маја сазове Архијерејски сабор УПЦ и понуди оставку, под пријетњом црквеног суда. Пошто наредбу није извршио, Свети синод је онда наредбу упутио најстаријем украјинском архијереју по хиротонији — митрополиту харковском и богодуховском Никодиму (Руснаку).
Током пролећа 1992. године, мањинска струја око Филарета Денисенка определила се за аутокефалност, док се већински део јерархије изјаснио за задржавање канонске аутономије у оквиру Руске православне цркве, изабравши митрополита Владимира Сабодана за свог новог поглавара. Стога се Филаретова група средином 1992. године ујединила са неканонском Украјинском аутокефалном православном црквом, што је довело до стварања УПЦ "Кијевског патријархата" на челу са патријархом Мистиславом Скрипником, дотадашњим поглаваром УАПЦ. Након његове смрти (1993), УАПЦ је иступила из заједнице са УПЦ-КП и изабрала сопственог патријарха, а за новог поглавара УПЦ-КП изабран је патријарх Владимир Ромањук. Након његове смрти 1995. године, за патријарха је изабран Филарет Денисенко.

### Покушај уједињења и потоња обнова
У јесен 2018. године, дошло је до уједињења УПЦ-КП са Украјинском аутокефалном православном црквом, чиме је створена Православна црква Украјине. Тада је одлучено да се Филарету Денисенку, као дотадашњем поглавару УПЦ-КП, остави наслов почасног патријарха кијевског, а митрополит Епифаније Думенко се као нови поглавар обједињене Православна црква Украјине обавезао да ће се у свим кључним питањима из области унутрашње црквене управе консултовати са Филаретом. Међутим, већ током пролећа 2019. године, између Епифанија и Филарета дошло је до низа спорова око разних питања која су се односила на уређење унутрашње црквене управе и промену статуса дотадашњих епархија у дијаспори. Услед продубљивања кризе, у јуну исте године избио је унутрашњи раскол, након чега је струја око Филарета Денисенка извршила обнављање Кијевског патријархата, чиме је означен почетак бројних спорова који се између две организације воде не само око црквених питања, већ и око имовинских и других права.